# Agustín Ruberto
Agustín Fabián Ruberto (Buenos Aires, 27 aprile 2006) è un calciatore argentino, attaccante del River Plate.

## Caratteristiche Tecniche
Prima punta possente, forte fisicamente ma comunque dotato di un'ottima velocità, per questo risulta sempre molto insidioso da marcare per i difensori avversari. Possiede un grande fiuto del gol e anche, nonostante la mole considerevole, buoni mezzi tecnici.

## Carriera

### Club
Ruberto è cresciuto nel settore giovanile del River Plate, con cui ha firmato il primo contratto professionistico nell'aprile del 2022, da piccolo era soprannominato El Trenza dato che portava una lunga treccia. Ha debuttato in prima squadra il 28 gennaio 2024 nell'incontro di Copa de la Liga Profesional pareggiato 1-1 contro l'Argentinos Juniors e quattro giorni più tardi ha segnato il suo primo gol nel successo per 2-0 sul Barracas Central.

### Nazionale
Nel 2023 con la Argentina Under-17 ha partecipato al campionato sudamericano ed al campionato mondiale, di cui si è laureato capocannoniere.
Successivamente ha giocato anche nella nazionale argentina Under-20.

## Statistiche

### Presenze e reti nei club
Statistiche aggiornate al 8 dicembre 2024.
| Stagione        | Squadra         | Campionato      | Campionato | Campionato | Coppe nazionali | Coppe nazionali | Coppe nazionali | Coppe continentali | Coppe continentali | Coppe continentali | Altre coppe | Altre coppe | Altre coppe | Totale | Totale | Totale |
| Stagione        | Squadra         | Comp            | Pres       | Reti       | Comp            | Pres            | Reti            | Comp               | Pres               | Reti               | Comp        | Pres        | Reti        | Pres   | Reti   |        |
| --------------- | --------------- | --------------- | ---------- | ---------- | --------------- | --------------- | --------------- | ------------------ | ------------------ | ------------------ | ----------- | ----------- | ----------- | ------ | ------ | ------ |
| 2024            | River Plate     | PD              | 7          | 0          | CA+CdL          | 1+7             | 1+1             | CL                 | 2                  | 0                  | SA          | 0           | 0           | 17     | 2      |        |
| 2025            | River Plate     | PD              | 0          | 0          | CA              | 0               | 0               | CL                 | 0                  | 0                  | SI+CmC      | 0           | 0           | 0      | 0      |        |
| Totale carriera | Totale carriera | Totale carriera | 7          | 0          |                 | 8               | 2               |                    | 2                  | 0                  |             | -           | -           | 17     | 2      |        |

## Palmarès

### Individuale
- Capocannoniere del Campionato mondiale Under-17: 1

2023 (8 gol)